# ウェイン・マッカラー
ウェイン・マッカラー（Wayne McCullough、1970年7月7日 - ）は、アメリカ合衆国のプロボクサー。北アイルランド・ベルファスト出身。元WBC世界バンタム級王者。

## 来歴
1992年、アイルランド代表としてバルセロナオリンピックボクシングバンタム級に出場。決勝でキューバのホエール・カサマヨールに敗戦し、銀メダルを獲得した。
1993年2月23日、アメリカ合衆国でプロデビュー。以降はアメリカ合衆国を拠点にプロ生活を送る。
1994年1月18日、NABF北米バンタム級王座を獲得。6月17日の初防衛戦では元WBC世界バンタム級王者ビクトル・ラバナレス（メキシコ）と対戦し、3-0（117-110、116-110、115-113）の判定勝ちを収めた（この試合はWBC世界バンタム級挑戦者決定戦も兼ねていた）。
1995年7月30日、愛知県体育館でWBC世界バンタム級王者薬師寺保栄と対戦し、前半は手数で薬師寺を圧倒するが、疲れが見え始めた後半はマッカラーが劣勢になり、勝敗は判定に委ねられ、2-1（118-110、115-116、116-113）の判定勝ちを収め、17戦目にして無敗のまま世界王者となった。その後、12月2日の初防衛戦ではベルファストのキングスホールで元WBO世界スーパーフライ級王者ジョニー・ブレダル（デンマーク）と対戦し、8回1分55秒TKO勝ちを収め、続く1996年3月30日の2度目の防衛戦ではアイルランド・ダブリンのザ・ポイントで元WBC世界スーパーフライ級王者ホセ・ルイス・ブエノ（メキシコ）と対戦し、2-1（118-114、116-112、113-116）の判定勝ちを収めた。
1997年1月、1階級上のスーパーバンタム級転向のため王座返上。
1997年1月11日、マサチューセッツ州・ボストンのハインズ・コンベンションセンターでWBC世界スーパーバンタム級王者ダニエル・サラゴサ（メキシコ）と対戦し、プロ初黒星となる1-2（112-116、112-116、115-114）の判定負けを喫し、2階級制覇に失敗した。
1998年10月31日、更に階級を上げフェザー級での世界挑戦。アトランティックシティのコンベンションセンターでWBO世界フェザー級王者ナジーム・ハメド（イギリス）に挑んだが、0-3（112-116、110-118、111-117）の判定負けを喫し、またも2階級制覇に失敗した。 
1999年10月22日、スーパーバンタム級に戻しての世界挑戦。ジョー・ルイス・アリーナでWBC世界スーパーバンタム級王者エリック・モラレス（メキシコ）に挑んだが、0-3（112-116、112-116、110-118）の判定負けでまたも2階級制覇に失敗した。
2000年10月、故郷・ベルファストで試合を行なう予定であったが、試合の2日前に頭に嚢胞があると診断され、試合をキャンセルした。
その後、UCLAで精密検査を受けた結果、嚢胞は脳と頭蓋骨（クモ膜）の間にあり、ボクシングの試合には影響なしとされた。それにもかかわらず、BBBofCはライセンスを許可しなかったが、2002年1月にネバダ州でライセンスが許可され、1月12日に復帰戦を行った。その後、BBBofCからもライセンスが許可され、同年9月14日にロンドンで試合を行い、同年11月2日には故郷・ベルファストで試合を行った。
2003年3月22日、フェザー級での世界再挑戦。グラスゴーのブラエヘッド・アリーナでWBO世界フェザー級王者スコット・ハリソン（スコットランド）に挑んだが、0-3（109-119、108-119、108-120）の判定負けで完敗し、またも2階級制覇に失敗した。その後、1年半試合から遠ざかる。
2005年2月10日、またスーパーバンタム級に戻しての世界挑戦。カリフォルニア州・リムーアのパレス・インディアン・ゲーミング・センターでWBC世界スーパーバンタム級王者オスカー・ラリオス（メキシコ）に挑んだが、0-3（110-118、110-118、112-116）の判定負けを喫しまたも2階級制覇に失敗、同年7月16日にMGMグランドでラリオスに再度挑んだが、自身初のKO負けとなる10回終了時TKO負けを喫しまたも2階級制覇に失敗した。
2005年9月、アメリカ合衆国国籍を取得した。
2008年6月20日、2年11か月ぶりの復帰戦でケイマン諸島・ジョージタウンのロイヤル・ワトラー・クルーズ・ターミナルで行われたNABF北米フェザー級王座決定戦でファン・ルイス（アメリカ合衆国）と対戦したが、6回終了時棄権で王座獲得に失敗した。

## 獲得タイトル
- WBC世界バンタム級王座（防衛2度）